# نظرية مستهلك
نظرية المستهلك، هي نظرية في علم الاقتصاد وتهدف إلى خلق معادلة لوصف تصرف عدّة متغيرات اقتصادية مثل المستهلك والسلعة أو الخدمة وكذلك الاشراف على الطلب، ومن خلال النظرية نرى ان تغير سعر السلعة يقابله تغير في كمية الطلب وبتلك الطريقة ينتج قسمان الأول هو أثر الإحلال (substitution effect) ويعنى به التغّير في الأسعار النسبية، القسم الثاني وهو تأثير الدخل(income effect)ويعنى بتغير القوة الشرائية للنقد. هذا المصطلح قلما يستخدم خارج نطاق النظريات الكلاسيكة الحديثة.(neoclassical)

## النظرية الأساسية ونطاقاتها
لدراسة نظرية المستهلك يجب أن نفهم منطلقين أساسين:
أولاً: يجب علينا وصف خيارات أو ذوق المستهلك، ومن الامثلة على ذلك، كيفية اختيارهم لسلعة معينة أو ماركة معينة من الشاي على شي ٍ آخر.
ثانياً، المستهلك ذو المصادر المحدودة (الدخل المحدود)، سوف يبحث عن أفضل طريقة ليزيد فعالية ما يشتريه تحت نطاق ميزانية ضيقة. والمزج بين الذوق والميزانية يحدد خيار المستهلك، وبطريقة أكثر دقة يمكننا القول ان مجموعة السلع التي يختارها المستهلك (العميل الاقتصادي)، سوف يحدد بـما يزيد من كفائه اختياره.

### منحنى الحياد
منحنى الحياد عبارة عن وصلة تجمع سلعتين أو خدمتين ويؤدي استخدامها إلى توفير نفس درجة الإشباع أو الرضى. لدى منحنى الحياد ثلاث خصائص:
- درجة ميل المنحنى سالبة.
- المنحنى لا يقطع معدل الإحلال الهامشي (marginal rate of substitution).
- معدل الإحلال الهامشي متناقص على طول المنحنى.

منحنيات الحياد، ممثله بـI1 و I2 و I3 وكل منها تمثل العلاقة التبادلية بين سلعتين وكمية الطلب بينهما

### معدل الإحلال الحدي (MRS)
في الاقتصاد معدل الإحلال الهامشي هو المعدل الذي من خلاله يكون المستهلك مستعد ليتخلى عن السلعة (X) مقابل السلعة (Y)، وبشرط ان يكون معدل الرضى ثابت، وبذلك تكون السلعتين قابلة للمبادلة بشكل كلي، ومن الأمثلة على ذلك النفط والغاز الطبيعي. ويكون ممثل بالمعادلة التالية:
{\displaystyle \ MRS_{xy}=MU_{x}/MU_{y}}
الشخص الطبيعي المستهلك يمكنه اختيار أي نقطة على أو تحت خط الميزانية المحدود (BC). الخط قطري وذلك بسبب ان النظرية خطية (ذو اس واحد). تمثل النظرية بـ
{\displaystyle xp_{X}+yp_{Y}\leq \mathrm {income} }.
حيث ان مجموع السلع اصغر من أو يساوي الدخل للفرد. لشخص طبيعي المنحنى الذي يقع عليه الاختيار سوف يكون بالطبع المنحنى الذي يحقق النسبة الاعلى من الفائدة. I3 هي نقطة خارج نطاق المستهلك وبالتالي لا يمكن الوصول إليها. وبالتالي يصبح منحنى I2 هو الأفضل.

## تطبيقات عملية
التطبيقات تتكون بالغالب في الطلب من قبل المستهلك وعلاقتها بسعر السلعة وكميتها، وتتحدد فيما إذا كان المستهلك مستعد للشراء في ظل تثبيت للأسعار.
من الاشياء المنطقية التي يمكن قولها، هو عند تخفيض سعر السلعة سوف يميل المشتري الي شراء كمية أكثر (من الامثلة على ذلك وجود العروض – اشتر خمسة مقابل سعر ثلاثة). ومن جانب آخر إذا كان السعر أعلى من المتوقع، فان المستهلك سوف يشتري كمية محدودة منها.

## نتائج تغير السعر
من الجدير بالذكر انه يوجود مايسمى "إثر الإحلال"، وبافتراض وجود السلعة (x) والسلعة (y) للمستهلك، إذا تناقص سعر السلعة X، ولكن كان الدخل ثابت للمستهلك. بالتالي سوف يصبح سعر السلعة Y أكثر ارتفعاً بالمقارنة مع نظيرتها. وبالتالي فان المستهلك سوف يميل للذهاب إلى السلعة الأرخص X. أيضا من المهم ذكر تأثير الدخل على السعر، فإذا كان سعر البضاعة X النسبي، وثبات الدخل يؤديان إلى ازدياد القوة الشرائية للمستهلك وذلك بدوره سوف يفضي إلى ازدياد الطلب على السلعتين Y و X. تلك النتائج تم اكتشافها وتسجيلها من قبل جون هيكز (John Hicks)

## حلول جديدة لنظرية المستهلك
هذا الإدراك الحديث تمت ولادتة من قبل البرفسور (Kelvin Lancaster) و (Gray Becker). على عكس وتيرة النظرية النيوكلاسكية (Neclassical) والمحدودة بالتطبيقات الخاصة بالفائدة من السلع، ان كيلفن طور نظرية تقوم على منظور عملي بحت إلى حد مكننا من فهم الخيارات التي يقوم بها المستهلك على وجه دقيق. هذه النظرة المبنية على مبدأ خصائص السلع، ومن الامثلة الشهيرة على هذه النظرية التي توضح بعض من خصائصها: ليست السيارة بنفسها هي ماتوفر الإشباع لمالكها، انما خصائص السيارة من خدمات مقدمة أو راحة في القيادة أو هيبة أو سرعة، كل مقيّم على هوا المستهلك.

## المنفعة بالمفهوم التقليدي - الاساسي - (Cardinal Utility)
إذا إفترضنا ان مقياس الإشباع أو المنفعة الحاصل عليها المستهلك هي " وحدة منفعة "، إلا أن هذا المقياس لا يعتبر مقياس موضوعي بالتالي فهو يختلف من ذوق مستهلك إلى ذوق اخر وبذلك لايمكننا مقارنة بين وحدة المنفعة من شخص لاخر. بالتالي المقياس يجب أن يستخدم لكي يقيس المنفعة لشخص واحد لا لمجموعة اشخاص.